# Villa Vásquez
Villa Vásquez è un comune della Repubblica Dominicana di 14.784 abitanti, situato nella Provincia di Monte Cristi.